# Yasugi
Yasugi (安来市 -shi) é uma cidade japonesa localizada na província de Shimane.
Em 2003 a cidade tinha uma população estimada em 30 213 habitantes e uma densidade populacional de 250,15 h/km². Tem uma área total de 120,78 km².
Recebeu o estatuto de cidade a 4 de Abril de 1954.